# همجنس‌گرایی در یونان باستان

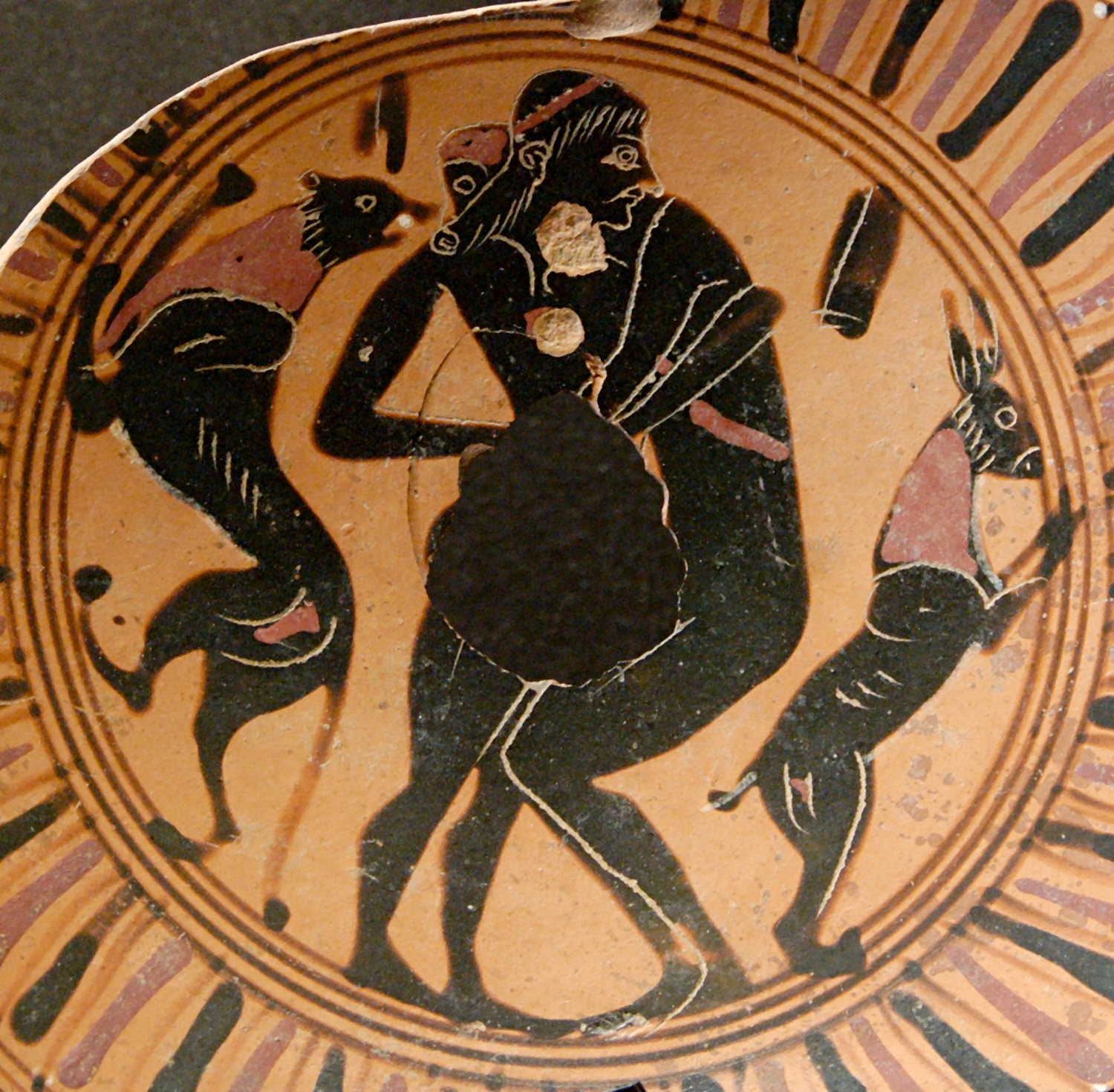
نگاره ای بر روی یک تکه سفال که مرد و نوجوان را در حال عمل آمیزش لاپایی نشان می دهد. ۵۵۰-۵۲۵ پیش از میلاد، لوور.

در دوران کلاسیک، نویسندگانی از جمله هرودوت، افلاطون، گزنفون، آثنئیوس و بسیاری دیگر جنبه هایی از همجنس‌گرایی در یونان باستان یافتند. گسترده ترین و از لحاظ اجتماعیْ چشمگیر ترین شکلِ پیوندهای جنسی میان دو همجنس در یونان باستان، رابطه ای بود که میان مردان بالغ و پسران نوجوان وجود داشت و به نام شاهدبازی شناخته می شد. هر چند پیوند جنسی میان دو مرد [ــِ بالغ] نیز وجود داشت، اما حداقل یکی از این دو مرد با ایفای نقش شونده یا کنش پذیر (Bottom) هنجارهای اجتماعی را زیر پا می گذاشت. این که جامعه به چنین روابط جنسی میان زنان چگونه می نگریست هنوز پوشیده است اما نمونه های  همجنسگرایی زنانه به زمان سافو باز میگردند.
یونانیان باستان برخلاف جوامع مدرن غربی به گرایش جنسی به مثابه یک هویت دهندهٔ اجتماعی نمی‌نگریستند. جامعهٔ یونانی، گرایش یا رفتار جنسی را نه با جنسیت افراد بلکه با نقشی که هر یک از دو نفر در رابطهٔ جنسی می پذیرفتند (کننده یا شونده)، مشخص می ساخت. این دوگانگیِ کننده/شونده [به ترتیب] با پایگاه های اجتماعی بالا و پست جامعه پیوند داشتند: نقشِ کننده (دخول کننده) یادآور مردانگی، پایگاه اجتماعی والاتر، و بلوغ بود؛ نقشِ شونده اما یاد آور زنانگی، پایگاه اجتماعی پست تر و جوانی.

## شاهدگرایی
گسترده ترین شکل پیوند جنسیِ میان مردان در یونان پدراستیا (شاهد بازی) نام داشت که به معنای "عشق پسرانه" بود. پیوندی بود میان یک مرد مسن تر و یک نوجوان. یک پسر تا زمانی که موی بر صورت وی کاملاً رشد نمی کرد، "پسر" دانسته می شد. در آتن، مرد مسن تر را اِراستس (Erastes) می نامیدند. وی بایستی نوجوانی که ارومِنوس (Eromenos) نامیده می شد را آموزش داده ، مراقبت نموده، دوستش داشته و یک الگوی نقش برایش فراهم نماید؛ کسی که در عوض با زیبایی، نوباوگی و وعده اش محبت مرد را پاسخ می گفت.
سرچشمه های شاهدبازی یونانی به گذشتۀ قبیله ای یونان باز می گشت؛ یعنی پیش از پیدایش دولت_شهرها به عنوان یک واحد سازمان سیاسی. این جوامع قبیلهای با توجه به گروه های سنی سازمان یافته بودند. هنگامی که زمان آن می رسید که یک پسر به گروه سنی بالغ پیوسته و "مرد شود"، قبیله را برای مدتی در معیت مردی مسن تر ترک می گفت و [این روند] خود یک مناسک گذار را پایه ریخت. این مرد مسن تر بایستی نوجوان را در مورد زندگی یونانی و مسئولیت های دوران بلوغ سنی آموزش می داد.

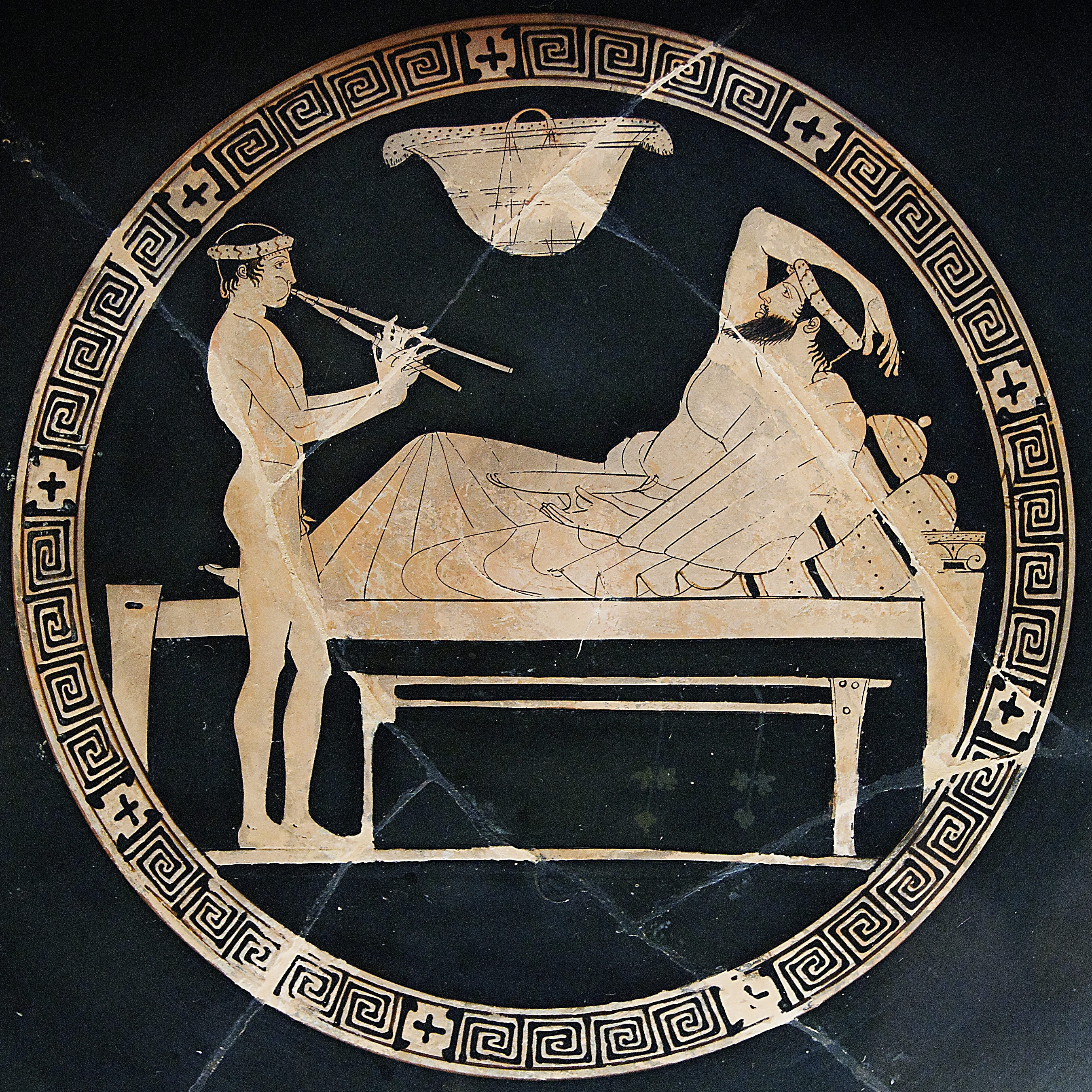
نوجوانی برهنه درحال نواختن نوعی ساز بادی یونانی به نام Aulos در یک ضیافت شام. 450_460 پیش از میلاد.

این مناسک گذار که نوجوانان در یونانِ پیشا-تاریخیِ قبیله ای آن را تجربه می کردند بعدها با پیدایش دولت_شهر (پولیس)ها به صورتی که امروزه شاهدبازی یونانی شناخته می شود، تکامل یافت. پسران یونانی اکنون دیگر محدوده های اجتماع را ترک نمی‌گفتند بلکه با مردان مسن تری که خود در درون دولت_شهر می زیستند، همدم می شدند. این مردان نیز به سان همتایان پیشین خود نقشی آموزشی و تعلیمی در زندگی همدمانِ جوان خود ارائه می کردند، و نیز همانند دورۀ قبیلگیْ پیوندی جنسی با این پسران برقرار می کردند. در هر حال آمیزش مقعدی به مثابه پست کنندۀ شخص مفعول و خارج از هنجارهای پذیرفته شدۀ اجتماعی نگریسته می شد. در یونان باستان، به طور کلی سکس با مفاهیم دخول، لذت و تسلط دریافته و تفهیم می شد، نه این که موضوعْ جنسیتِ آمیزش کنندگان باشد. به همین دلیل، پدراستی یا شاهدبازی به مثابهٔ امری همجنس گرایانه دیده نمی شد. بلکه فرض می شد "مرد" نقش فراتر و برتر را ایفا نموده و "شاگردش" نقش فرودست و کنش پذیر را. زمانی که آمیزش میان دو نفر همجنس رخ می داد، این امر هنوز تماماً به عنوان امری همجنس گرایانه نگریسته نمی شد، بلکه یکی از آنان می بایستی نقش کنش پذیر را ایفا نماید و بنابراین دیگر از دیدگاه مفاهیم جنسی یک "مرد" محسوب نمی شد.
یک قاعده اجتماعی پیچیده بر مکانیسم شاهدبازی در یونان سلطه داشت. این وظیفهٔ مرد بالغ بود که به پسری که فریفته اش شده بود ابراز عشق کند، و در مورد پسر جوان نیز عموماً رسم بر این بود که برای مدتی پاسخ ندهد، پیش از این که به خواهش های این آموزگار آینده اش تسلیم شود. این دورهٔ انتظار به پسر اجازه می داد اطمینان یابد که خواستگارش صرفاً به جهت خواهش های شهوانی شیفته اش نیست، بلکه احساس ناب عاطفی به وی داشته و نسبت به نقش آموزگاری ای که در پارادایم شاهدبازی یونانی بدو سپرده بودند، خشنود است.
به نظر می رسد محدودیت سنی برای شاهدبازی در یونان باستان حداقل پسران بیست ساله را در بر گیرد. عشق ورزیدن به یک پسر در زیر بیست سالگی امری ناشایست دیده میشد اما شواهدی در دسترس نیستند که نشان دهند کیفر قانونی برای چنین گونه اعمالی وجود داشته است. از دیدگاه سنتی، یک رابطه شاهدبازی می توانست تا زمانی که موی بدن پسر به صورت کامل رشد نکرده پابرجا بماند، زمانی که وی دیگر یک مرد شناخته می شد. بنابراین ظاهراً محدودیت سنی برای عضو جوانتر رابطهٔ شاهدبازی سنین 12 تا 17 سالگی را دربرمی گرفت.
یونانیان باستان در متن دولت_شهرهای شاهدباز، اولین [جامعه ای] بودند که به روشنگری، پژوهش، نظام مند سازی، و بنیان نهادن پدراستی (شاهدبازی) به عنوان یک نهاد اجتماعی و آموزشی دست یازیدند. این (شاهدبازی) مؤلفه ای با اهمیت در زندگی مدنی، نظامی، فلسفه و هنرها بود. بحث هایی در میان پژوهشگران وجود دارد که آیا شاهدبازی در میان همگیِ طبقات اجتماعی شایع بوده یا بیشتر به طبقه والاتباران (آریستوکرات ها) محدود می شده است.

### در حوزهٔ نظامی
از فالانژ مقدس تِب (واحد نظامی جداگانه ای که تنها از مردان و معشوقان [ــِـ مرد] آنان تشکیل می شد) معمولاً به عنوان نخستین نمونه ای یاد میشود که نشان می دهد یونانیان باستان چگونه از عشقِ بین سربازان در زمینهٔ نظامی برای نیرومند ساختن روحیهٔ جنگاوری شان بهره می بردند. اهالی تِبْ قدرت [و پیروزی های] خود در دورهٔ طلایی شان را به همین فالانژ مقدس نسبت دادند؛ دوره ای که به دست فیلیپ دوم مقدونی به پایان رسید. فیلیپ مقدونی چنان تحت تأثیر شهامت [ــِـ تبی ها] در طول جنگ قرار گرفت که بنای یادبودی که امروزه نیز در گورستان آنان پابرجاست را ساخت. وی همچنین نکوهشی سخت نسبت به دیدگاه اسپارت ها به پیوند [ــِـ مقدس] داشت:

با همهٔ توان نابود سازید آنانی را که بی شرمانه می پندارند این مردان هیچ کاری نکرده و هیچ رنجی نکشیده اند. 

دیدگاه یکی از سردارانِ اپامینونداس به نام پامِنه بر طبق گفته های پلوتارک این بوده که:

نستورِهومر در آرایش یک ارتش مهارتی چندان نداشت زمانی که به یونانیان مشاوره داد قبیله به قبیله به صف شوند... [بلکه] وی می بایست عاشقان و معشوقان شان را با یکدیگر پیوند میزد. برای مردانی که از یک قبیله اند هر شخص در هنگامهٔ خطر ارزشی اندک برای دیگری قائل است، اما رابطه ای که بر دوستیِ مبتنی بر عشق نهادینه شدهْ هرگز گسسته نمی‌گردد.
این روابط که در بخش هایی از اساطیر یونانی _مانند رابطهٔ قهرمانانه میان آشیل و پاتروکلوس در ایلیاد_ نمایانده شده اند، گمان میرفت که روحیه و نیز شهامت را بر اثر میل به مراقبت از معشوق بالا می برند. چنین پیوندهایی توسط بسیاری از تاریخ نگاران یونانی و متون فلسفی مستند گشته اند؛ و همچنین با اشاراتی از فیلیپ دوم مقدونی که توسط پلوتارک ثبت شده اند.
در نبرد لِلانتینه بین ارتریایی ها و خالکیسی ها، پیش از اینکه نبردی خونین روی دهد خالکیسی ها خواستار کمک و معاونت جنگجویی به نام کلئوماخوس گردیدند. وی خواسته آنان را پاسخ گفت و معشوق مرد خود را نیز همراه آورد تا در کنارش بجنگد. وی یورش نیروهای خالکیسی را راهبری نمود تا به پیروزی دست یابند. با بدشانسی کشته شد اما شهامتش الهام بخش خالکیسی ها گردید و دیدگاه آنان نسبت به همجنس گرایی را دگرگون ساخت. خالکیسی ها بنای یادبودی برای پاسداشت وی در بازار خالکیس بنا نهادند؛ یک ستون که تاکنون نیز پابرجاست.

## عشق میان مردان بالغ

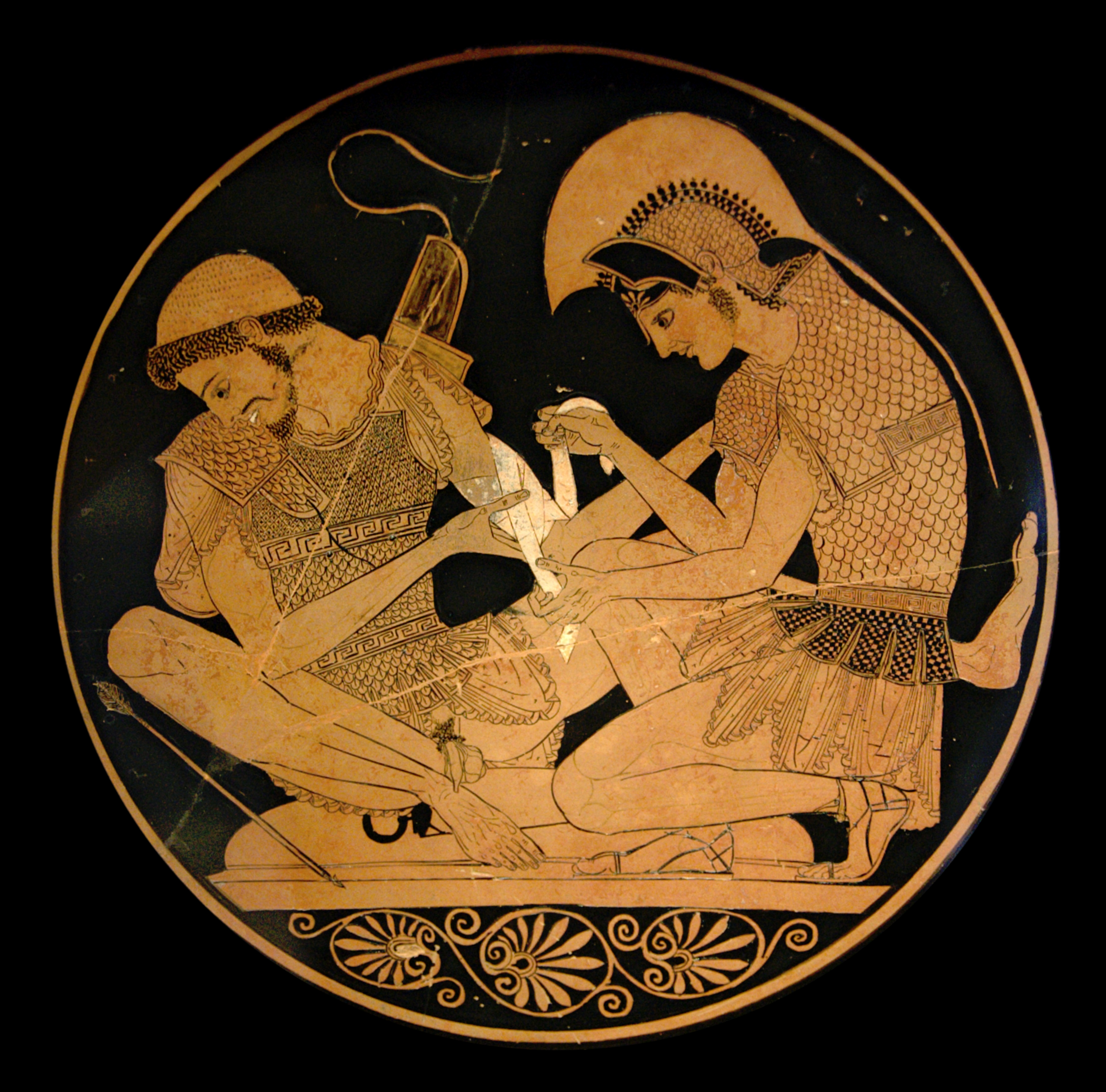
آشیل و پاتروکلوس.

با توجه به اهمیتی که جامعهٔ یونانی به رشد و بالندگی روحیهٔ مردانگی در مردان بالغ می داد و نیز اعتقاد آنان به زنانه کننده بودنِ نقش شونده (bottom)، روابط جنسی میان مردان بالغی که از پایگاه های اجتماعی یکسانی بر می خواستند امری مسئله ساز دیده می شد، و معمولاً آمیخته با بدنامی اجتماعی بود. این بدنامی به هر حال تنها متوجهٔ شخصی بود که نقش کنش پذیر (bottom) را داشت. بر طبق پندار معاصر آن دوره، مردان یونانی که پس از رسیدن به سن مردانگی _ سنی که در آن انتظار می رفت نقش کنشگر یا کنندهٔ مسلط را در رابطهٔ شاهدبازی ایفا کنند _ نقش کنش پذیر در آمیزش مقعدی را ایفا می کردند، ویژگی های زنانه یافته یا خود را "بدل به زن" می ساختند. شواهد فراوانی در تئاتر آریستوفانس وجود دارند که به هجو چنین مردانِ کنش پذیر (مفعول)ی پرداخته و شمه ای از تحقیر و شرم اجتماعی ای که جامعه متوجه چنین مردانی می کرد را نشان می دهند. بی توجه به این سرزنش ها، با وجود ممنوعیت ها و هنجار هایی که دورادور رفتار همجنس گرایانه را محصور کرده بودند، این رفتار در میان مردانِ همگی طبقات اجتماعی شایع بود.

## آشیل و پاتروکلوس
نخستین رویداد ثبت شده از پیوند عاطفی ژرف میان مردان بالغ در فرهنگ یونان باستان در ایلیاد (800 پیش از میلاد) بود. هومر پیوند میان آشیل و پاتروکلوس را سکسی توصیف نمی‌کند. یونانیان باستان در نگاره ها و سفالگری هایشان پاتروکلوس را چونان فردی با موی صورت اما  آشیل را به سان فردی بدون ریش نگاریده اند، و اینگونه بر تفاوتِ سنیِ فرضی میان آن دو تاکید کرده‌اند (هر چند آشیل شخصیتی تقریباً خداگونه در جامعهٔ یونان بود). سنت هومری پاتروکلوس را مسن تر ولی آشیل را نیرومندتر می نمایاند، و همین امر خود سبب اختلافی شد که کدام یک اِراستس (فرد مسن تر یا کنشگر در رابطهٔ شاهدبازی) و کدام یک اِرومنوس (فرد جوان تر یا کنش پذیر در رابطهٔ شاهدبازی) اند. سایر یونانیان باستان تأکید داشتند که آشیل و پاتروکلوس صرفاً دوستانی صمیمی بوده اند و بس.
آیسخولوس در تراژدی مورمیدون ها آشیل را در قامت محافظ [ــِـ پاتروکلوس] توصیف کرده است چرا که به کینخواهی خون معشوقش دست یازیده بود، هرچند که خدایان به وی گفتند اینکار به مرگ خودش می انجامد (و این بدان معناست که آیسخولوس، پاتروکلوس را اِرومنوس می داند). از دیگر سو، شخصیت فایدروس در ضیافت افلاطون بر این ادعا پای می فشرد که هومر بر زیبایی آشیل تأکید دارد و همین امر وی _ و نه پاتروکلوس _ را در قامت اِرومنوس می نمایاند.

## جدل و پژوهش

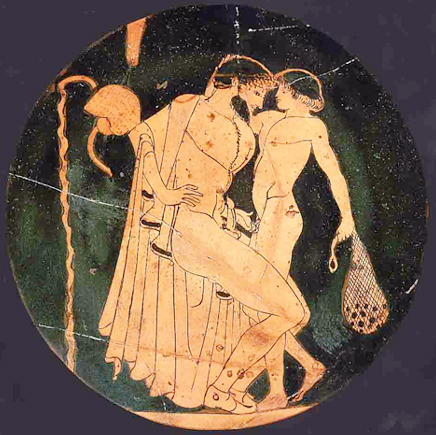
صحنه شهوت‌انگیز در کاخ: مرد و جوانی در حال عشق‌بازی. جوان کیسه‌ای آجیل در دست دارد، احتمالاً هدیه‌ای برای ابراز علاقه از معشوقش. تاریخ: ۴۸۵ پیش از میلاد - ۴۸۰ پیش از میلاد. اثر بریگوس-نقاش، موزه اشمولین

پس از وقفه ای درازمدت که مشخصه اش سانسور درون‌مایه های همجنسگرایانه بود، تاریخ نگاران مدرن از زمان اریش بته در 1907 و سپس کی.جی دوور و دیگران که کار وی را ادامه دادند رشتهٔ پژوهش ها را بار دیگر از سر گرفتند. این پژوهشگران نشان داده اند که روابط همجنس گونه در بسی از ادوار _از سدهٔ 7اُم پیش از میلاد تا دوران رومی_ انجام می گرفت.  
برخی پژوهشگران بر این باورند که روابط همجنس گونه، به ویژه پدراستی یا شاهدبازی، تنها در میان طبقهٔ والاتباران (آریستوکرات ها) شیوع داشت و در میان توده های مردم (demos) به صورتی گسترده انجام نمی گرفت. یکی از چنین پژوهشگرانی آقای بروس ثورنتون است که استدلال می کند تحقیرهایی که کمدی های آریستوفان متوجهٔ مردانِ شاهدباز می کردند نشانگر بیزاری گستردهٔ عامه مردم از [چنین] عملی اند. دیگر پژوهشگران از جمله ویکتوریا وُل تأکید دارند که در آتن، گرایش همجنس گونه بخشی از "جهان بینی جنسی دموکراسی" بود و میان نخبگان (elite) و مردم عامی (demos) مشترک بود؛ چنان که در قاتلان [پادشاه] ستمگر یعنی هارمودیوس و آریستوگیتون∗ تجسم شده است. حتی آنان که استدلال می کنند شاهدبازی محدود به طبقات والای جامعه بود نیز اقرار دارند که این (شاهد بازی) "بخشی از ساختار اجتماعی دولت-شهر" بود.
پروفسور توماس هوبارد در کتاب مقدمه ای بر همجنسگرایی در یونان و روم بحث داغی که مجادلات علمی جهانی بر سر سرشت روابط همجنس گونه در میان یونانیان باستان به راه افتاده است را چنین توصیف می کند "عرصۀ مطالعات همجنسگرایی _تقریباً از زمان آغاز آن_ میان دو گروه از پژوهشگران تقسیم شده است: 'جوهره گرایان' که باور به وجود یک الگوی ذاتیِ جهانی، فراتاریخی و فرافرهنگیِ عاطفه به همجنس دارند؛ و 'برساخت‌گرایان اجتماعی' که اعتقاد دارند الگوهای ترجیح جنسیتیْ خود را در فرهنگ های گوناگون با اهمیت های گوناگون می نمایانند و اینکه هیچ‌گونه هویت جوهرین و ذاتی میان عاشقان همجنس در (مثلاً) یونان باستان و جامعۀ غربی پساصنعتی وجود ندارد. برخی برساخت‌گرایان اجتماعی حتی تا بدانجا پیش رفته اند که انکار می کنند ترجیح جنسیتیْ مقوله ای بااهمیت برای باستانیان یا هر نوع خرده‌فرهنگ جنسیِ دنیای باستان بوده باشد." (هوبارد از هالپرین و فوکو در زمرهٔ برساخت گرایان اجتماعی و از بوزول و ثورپ در زمرهٔ جوهره گرایان نام می برد).  هوبارد می گوید که بررسی همه جانبهٔ گستره ای از متون باستانی این فکر را به ذهن القاء می کند که برخی اشکال ترجیح جنسیتیْ در حقیقت به مثابهٔ شاخصهٔ متمایز کنندهٔ اشخاص دیده می شدند. بسیاری از متون حتی چنین ترجیح هایی را به سان کیفیاتی مادرزادی و "جنبه های جوهرین هویت انسانی" می دیدند. 
در دوران افلاطون مردمانی نیز بودند که برای گفتن این که سکس همجنسگرایانه در هر شرایطی شرم آور استْ گستاخی کافی را داشتند. در واقع افلاطون خود سرانجام بدین دیدگاه گروید. زمانی وی نوشته بود که عاشقانِ همجنس بسی بیش از توده های عادی مورد برکت و تقدس قرار گرفته اند. وی حتی برای آنان در مسابقه بزرگِ بر سر بازگشت به بهشت امتیاز و برتری قائل شد. اما بعدها با عقیدهٔ پیشین خود مخالفت نمود. افلاطون در قوانین که پس از مرگش منتشر گردید می گوید که در آرمانشهرش، با سکسِ همجنسْ گونه چونان زنای با محارم برخورد خواهد شد. وی پافشاری دارد که این (همجنسگرایی) چیزی برخلاف طبیعت است و هرچند قوانینی بر ضد آن وجود نخواهد داشت اما برنامه ای تبلیغاتی [که متعاقب تشکیل آرمانشهر راه اندازی خواهد شد] همگی را تشویق و تشجیع خواهد کرد که این [عمل] را "کاملاً نامبارک، سبب انزجار خدایان و زشت ترینِ زشتی ها" ببینند.
سوژه همجنسگرایی در بیشتر دوران یونان مدرن سبب جدل و نزاع گردیده است. در 2002 کنفرانسی در باب اسکندر بدین علت که قرار بود مقاله ای راجع به همجنسگرایی اش ارائه شود مورد هجوم قرار گرفت. زمانی که فیلم اسکندر _که وی را در قامت فردی که هم شیفتهٔ مردان و هم زنان استْ ترسیم کرده بود_ در 2004 اکران شد، 25 نفر از حقوقدانان یونانی تهدید نمودند که فیلم سازان را مورد تعقیب قرار خواهند داد اما پس از بهبود صحنه های فیلم از تصمیم خود عقب نشستند.

## یادداشت ها
^  هارمودیوس و آریستوگیتون دو مرد دوستدار یکدیگر در آتن باستان بودند. آنها پس از ترور هیپارخوس که جبّارِ (به یونانی: tyrant) آتن بود به نماد دموکراسی آتنی های باستان بدل شدند. هر چند توسیدید می گوید هیپارخوس نه یک جبّار بلکه یک وزیر بود.